# Phyllodromica bicolor
Phyllodromica bicolor är en kackerlacksart som först beskrevs av Lucien Chopard 1936.  Phyllodromica bicolor ingår i släktet Phyllodromica och familjen småkackerlackor.
Artens utbredningsområde är Algeriet. Inga underarter finns listade i Catalogue of Life.